# Bartolomé Pérez Casas
Pour les articles homonymes, voir Casas.
Bartolomé Pérez Casas (Lorca (Murcie), 24 janvier 1873 – Madrid, 15 janvier 1956) est un compositeur et chef d'orchestre espagnol. Il a fait une harmonisation de la Marcha Real (l'hymne national espagnol).

## Activité musicale
Il a commencé sa carrière comme musicien de la Banda del Regimiento de Infantería España et en 1897, après un concours, il a dirigé la Banda del Real Cuerpo de Alabarderos de Madrid. Il a été professeur d'harmonie au Real Conservatorio Superior de Música de Madrid et parmi ses élèves on peut citer Germán Álvarez Beigbeder et Eduardo Caba. Il a été nommé premier chef titulaire de l'Orchestre national d'Espagne. Il a créé l'Orchestre philharmonique de Madrid.
Il a été nommé membre de l'Académie royale des beaux-arts de San Fernando. Commissaire général de la Musique au ministère de l'Éducation, de la Culture et des Sports entre 1949 et 1956, il a été décoré de la grand-croix de l'ordre d'Alphonse X le Sage.

## Œuvres
On doit souligner le travail qu'a effectué Bartolomé Pérez Casas pour le développement, la diffusion et l'enseignement de la musique symphonique à la tête de l'Orchestre philharmonique de Madrid durant plus de trente ans. Il a enrichi cette musique en Espagne grâce à sa suite pour grand orchestre "¡A mi tierra1", récompensée en 1905 par l'Académie royale des beaux-arts de San Fernando. C'est dans ce même concours que Manuel de Falla a été récompensé pour son opéra "La Vida breve". Cette suite marque une étape dans la musique symphonique du moment et a été interprétée en diverses occasions en dehors de l'Espagne. L'importance de cette suite repose sur son orchestration et parce qu'elle est un essai réussi d'utilisation des mélodies populaires espagnoles à la recherche d'une musique nationale.
Pérez Casas a composé également un "Quatuor avec piano en ré mineur", en 1902, qui a reçu une mention spéciale au concours de musique de chambre que la Sociedad Filarmónica de Madrid avait organisé cette année. Il a composé le drame lyrique Lorenzo, Calixto y Melibea, œuvre inspirée de La Célestine.
De plus, il a composé de nombreuses œuvres pour différents instruments, pour être interprétées par les membres de la Real Banda de Alabarderos quand il était directeur de cette dernière. Actuellement ces œuvres sont étudiées, éditées et interprétées pour leur qualité intrinsèque et parce qu'elles constituent un répertoire adapté à certains instruments, ayant été écrites à un moment où n'existait pour ces instruments aucune littérature spécifique.

### Arrangement de l'Hymne national d'Espagne
Il est l'auteur, en 1908, de l'harmonisation de la Marcha Real au moment où il dirigeait la Banda del Real Cuerpo de Alabarderos de Madrid. Il avait été chargé de cette tâche par le Roi Alphonse XIII. Plus tard, cet arrangement a été déclaré officiel par l'intermédiaire d'un décret-loi de la Présidence du Gouvernement du 17 juillet 1942, ce qui supposait que lui et ses héritiers perçoivent pour ce travail d'arrangement, des droits sur l'Hymne national. Cette situation s'est maintenue jusqu'à l'acquisition définitive des droits par l'État par le décret royal 1543/1997.